# خليل بدر
خليل عبد السلام بدر (27 يوليو 1999) هو لاعب كرة قدم لبناني يلعب كجناح لنادي النجمة والمنتخب اللبناني.

## مهنة النادي
انضمّ إلى شباب الغازية على سبيل الإعارة من نادي النجمة في الدوري اللبناني الممتاز 2018–19. أنهى الموسم بصفته هدّاف فريقه، برصيد ستة أهداف وخمس تمريرات حاسمة.
وفي سبتمبر 2019 جدد النجمة عقد بدر لمدة ثلاث سنوات إضافية. وفي يوليو 2020، أكد مسؤولو النجمة أنهم رفضوا عرضًا لبدر من قبل النادي التونسي النجم الرياضي.
في 11 فبراير 2023، سجل بدر ثلاثية ليساعد النجمة على الفوز على شباب الساحل بنتيجة 4–1 في الدوري اللبناني الممتاز 2022–23. وبعد مفاوضات مكثفة، في 6 يونيو 2023، جدد النجمة عقده لمدة ثلاث سنوات.

## مهنة دولية
في عام 2019، استدعي للعب مع منتخب لبنان تحت 23 عامًا. ظهر لأول مرة مع منتخب لبنان في 19 نوفمبر 2022، كبديل في مباراة ودية ضد الكويت في دبي. في 22 يونيو 2023، سجل هدفه الدولي الأول للبنان ضد بنغلادش في بطولة اتحاد جنوب آسيا 2023.

## الحياة الشخصية
اشتهر بدر كأحد المواهب الواعدة في لبنان في شبابه.

## الإحصائيات المهنية

### دولية
| الفريق الوطني | سنة     | الظهور | الأهداف |
| ------------- | ------- | ------ | ------- |
| لبنان         | 2022    | 2      | 0       |
| لبنان         | 2023    | 8      | 2       |
| المجموع       | المجموع | 10     | 2       |

| # | تاريخ         | مكان                               | الخصم    | الأهداف | نتيجة | مسابقة                          |
| - | ------------- | ---------------------------------- | -------- | ------- | ----- | ------------------------------- |
| 1 | 22 يونيو 2023 | ملعب سري كانتيرافا، بنغالور، الهند | بنغلاديش | 2-0     | 2-0   | بطولة جنوب آسيا 2023            |
| 2 | 25 يونيو 2023 | ملعب سري كانتيرافا، بنغالور، الهند | بوتان    | 3-0     | 4-1   | بطولة جنوب آسيا لكرة القدم 2023 |

## الإنجازات
النجمة
- كأس الاتحاد اللبناني: 2021–22، 2022–23
- كأس النخبة اللبناني: 2017، 2021
- كأس السوبر اللبناني: 2023

## روابط خارجية
- خليل بدر على فرق كرة القدم الوطنية.كوم
- خليل بدر  على سكروي